# Gala cười
Gala cười là một chương trình hài kịch châm biếm do Đài Truyền hình Việt Nam sản xuất, được phát sóng trên kênh VTV3 từ năm 2003. Từng là một phần của chương trình Gặp nhau cuối tuần, hiện nay chương trình được ghi hình mỗi năm một số và được công chiếu vào ngày mùng 2 Tết âm lịch hàng năm. 

## Lịch sử
Lên sóng lần đầu tiên vào ngày 30 tháng 8 năm 2003, Gala cười ban đầu vốn là một phần trong chương trình Gặp nhau cuối tuần và được thực hiện bởi Trung tâm sản xuất Phim truyền hình Việt Nam. Đây là chương trình mà ở đó các nhóm hài sẽ trình diễn trực tiếp các vở hài kịch trên sân khấu. Khán giả truyền hình có thể tham gia bình chọn các diễn viên và nhóm hài được yêu thích nhất qua điện thoại, kết quả cuối cùng được công bố trong chương trình trao giải vào dịp cuối năm. Chương trình được phát sóng thường xuyên vào lúc 10:00 sáng các ngày thứ bảy, phát lại vào lúc 21:00 thứ tư tuần kế tiếp và thay thế cho chương trình Gặp nhau cuối tuần vào các tháng cuối năm. 
Gala cười được sản xuất và phát sóng liên tục trong ba năm từ năm 2003 đến năm 2005, trong đó năm 2005 còn có phiên bản Gala cười sinh viên trước chương trình chính thức dành cho sinh viên của các trường đại học trên địa bàn thành phố Hà Nội. Sau khi chương trình Gặp nhau cuối tuần kết thúc vào năm 2006, Gala cười vẫn tiếp tục được sản xuất và phát sóng trong năm 2007 với tần suất ba tháng một lần, bắt đầu từ ngày 5 tháng 5 và kết thúc vào ngày 30 tháng 12 năm 2007;  và sau đó chương trình đã không lên sóng trong các năm 2008 và 2009. Kể từ năm 2010, Gala cười chỉ được sản xuất và phát sóng một số mỗi năm vào thời điểm mùng 2 Tết Âm lịch. Năm 2022, kết cấu của chương trình được thay đổi, với việc các tiểu phẩm đơn lẻ được thay thế bằng một đại nhạc kịch kéo dài gần 2 tiếng. 
Trong các năm 2012 và 2016, chương trình được ghi hình tại Praha, Cộng hòa Séc. Năm 2025, Gala cười được chuyển giao đơn vị sản xuất từ Trung tâm Phim truyền hình Việt Nam sang Ban Văn nghệ của Đài Truyền hình Việt Nam.

## Danh sách tiểu phẩm
Dưới đây là tất cả các tiểu phẩm đã từng xuất hiện trong chương trình Gala cười kể từ năm 2003. 
| Năm                           | Tên tiểu phẩm                           | Nhóm hài |
| ----------------------------- | --------------------------------------- | --- |
| 2003                          | Ba giai tứ xuất                         | Nhóm hài Hữu Nghĩa |
| 2003                          | Bang chủ cái bang                       | Nhóm hài Tiểu Bảo Quốc |
| 2003                          | Bắt cá hai tay                          | Tiết Cương, Quỳnh Phượng, Trúc Thi |
| 2003                          | Bệnh nói nhiều                          | NSƯT Đức Khuê, Hồng Hạnh và nhóm hài Nhà hát Tuổi Trẻ |
| 2003                          | Cầu hôn                                 | NSƯT Quang Tèo, Giang Còi, Lệ Mỹ |
| 2003                          | Chảnh với đời                           | Nhóm hài Xuân Bắc |
| 2003                          | Chồng ngoại kiều                        | Thanh Bạch, Xuân Hương, Bảo Trí, Phương Dung |
| 2003                          | Chí Phèo thời nay                       | Trà My, NSUT Minh Hằng, Tự Long, Quang Thắng |
| 2003                          | Chuyện Của Sếp                          | NSƯT Phạm Bằng, Vân Dung, Quốc Khánh, Quang Thắng |
| 2003                          | Còn bé                                  | Trà My, NSƯT Văn Hiệp |
| 2003                          | Dạy con                                 | Thúy Nga, Hồng Vân |
| 2003                          | Dân sành điệu                           | Nhóm hài Hữu Lộc |
| 2003                          | Đặc sản rắn rùa                         | Minh Nhí, Việt Hương |
| 2003                          | Đi chùa cầu con                         | Nhóm hài Hoàng Sơn |
| 2003                          | Đụng hàng                               | Bảo Quốc, Tiểu Bảo Quốc |
| 2003                          | Giảm biên chế                           | NSƯT Chí Trung, Sỹ Tiến, Đức Hiệp |
| 2003                          | Giáo sư tình yêu                        | Tạ Am, Xuân Bắc, Tự Long |
| 2003                          | Hàng rong                               | Thanh Tú, Tuấn Dương, Thúy Hiền, Hồng Quân |
| 2003                          | Hiền nhân thế mạng                      | Thanh Tú, Tuấn Dương, Thúy Hiền, Hồng Quân |
| 2003                          | Kén rể ngu                              | NSƯT Công Lý, Chiến Thắng, Hiệp Gà |
| 2003                          | Mẹ vợ sành điệu                         | Thúy Nga, Quốc Thuận |
| 2003                          | Đố em                                   | Thanh Bạch, Xuân Hương |
| 2003                          | Một lần bia ôm                          | Xuân Bắc, Tự Long |
| 2003                          | Mối tình già                            | Hữu Châu, Minh Nhí |
| 2003                          | Mơ làm ca sĩ                            | Tấn Beo, Tấn Bo |
| 2003                          | Em đi Chùa Hương                        | Thanh Thúy, Anh Vũ |
| 2003                          | Em đi mẫu giáo                          | Thanh Thúy, Lê Vũ Cầu, Hữu Châu, Minh Nhí |
| 2003                          | Tuyển diễn viên                         | Nhóm hài Việt Hương |
| 2003                          | Siêu xích lô                            | Thái Hòa, NSƯT Đức Thịnh |
| 2003                          | Qua sông                                | NSƯT Công Lý, Thanh Tú, Tiến Minh |
| 2003                          | Tây du học                              | NSƯT Minh Vượng, Điền Viên |
| 2003                          | Tình lựu đạn                            | NSND Hồng Vân, Bảo Quốc, Kim Huyền |
| 2003                          | Tình bạn                                | Thái Hòa, Cát Phượng, Anh Vũ, NSƯT Đức Thịnh |
| 2003                          | Con nghiện                              | Xuân Bắc, Văn Toản |
| 2003                          | Cơn lốc điện thoại                      | Hữu Lộc, Long Đẹp Trai, Hoàng Mèo |
| 2003 (Lễ trao giải Gala Cười) | Giáo sư tình yêu                        | Tạ Am, Tự Long, Xuân Bắc |
| 2004                          | 60 năm cuộc đời                         | Hữu Phước, Phương Dung |
| 2004                          | Anh chàng đa tình                       | Nhóm hài Tiết Cương |
| 2004                          | Anh chồng nhát                          | Cát Phượng, Thái Hòa, NSƯT Đức Thịnh |
| 2004                          | Bác sĩ bất đắc dĩ                       | Nhóm hài Văn Ruy |
| 2004                          | Bắt nạt                                 | Xuân Bắc, Tự Long |
| 2004                          | Bầu và sao                              | Hiệp Gà, Thu Hương (Hương "Tươi"), Thanh Dương |
| 2004                          | Cha và con                              | Uyên Thảo |
| 2004                          | Chuyện nhà Bá Kiến                      | Duy Thuân, Thanh Loan, NSND Quốc Anh |
| 2004                          | Chuyện tầm phào                         | Nhóm hài Nhật Cường |
| 2004                          | Công nghệ lăng xê                       | Nhóm hài Hà Linh |
| 2004                          | Công nghệ mua bán                       | Hạnh Thúy, Mai Dũng |
| 2004                          | Dạy cháu                                | Trung Dân, Phú Hải |
| 2004                          | Dịch vụ xóm                             | NSƯT Quang tèo, NSƯT Giang còi |
| 2004                          | Chuyện hoa hồng                         | Vân Dung, Quang Thắng, NSƯT Công Lý |
| 2004                          | Đóng dấu                                | NSƯT Phạm Bằng, NSƯT Công Lý |
| 2004                          | Anh chàng quạ đen                       | NSND Hồng Vân, Anh Vũ |
| 2004                          | Gậy ông đập lưng ông                    | NSƯT Chí Trung, Ngọc Huyền, Hiệp Gà |
| 2004                          | Giết người cướp răng                    | NSND Hồng Vân, Bảo Quốc |
| 2004                          | Hai người điên                          | NSƯT Minh Hằng, NSƯT Anh Tú, An Ninh và các nghệ sĩ Đoàn kịch I Nhà hát Tuổi Trẻ                                                                               |
| 2004                          | Hình nhân thế mạng                      | Bắc Hải |
| 2004                          | Hỏi vợ                                  | Minh Béo, Hòa Hiệp |
| 2004                          | Karaoke                                 | NSƯT Đức Khuê, nhóm hài Tuổi trẻ |
| 2004                          | Cô gái bán khoai                        | Thúy Nga, Quốc Thuận |
| 2004                          | Lật mặt                                 | NSƯT Minh Vượng, NSƯT Văn Hiệp, NSƯT Công Lý |
| 2004                          | Lấy chồng ngoại quốc                    | Hoàng Sơn, Việt Hương, Nhật Cường, Phương Trinh |
| 2004                          | Lên đời                                 | Nhóm Trung Dân |
| 2004                          | Tỏ tình qua điện thoại                  | Xuân Bắc, Tự Long |
| 2004                          | Một buổi tập kịch                       | Lê Quốc Nam, Hồng Tơ |
| 2004                          | Nhiệm vụ bí mật                         | NSƯT Công Lý, NSƯT Văn Hiệp, Hồng Hạnh |
| 2004                          | Những người lịch sự                     | Nhóm hài Lê Vũ Cầu |
| 2004                          | Nụ hôn                                  | Nhóm Hữu Lộc |
| 2004                          | Tiền mất tật mang                       | Nhóm Thanh Tùng |
| 2004                          | Tế gà                                   | Vân Dung, Quang Thắng, Tự Long |
| 2004                          | Thần hồn nát thần tính                  | NSƯT Đức Khuê và nhóm hài Tuổi Trẻ |
| 2004                          | Thiên Lôi xử án                         | Hữu Phước, Lê Giang |
| 2004                          | Tình cha                                | Nhóm Mai Sơn |
| 2004                          | Tiền mất tật mang                       | Nhóm hài Thanh Tùng |
| 2004                          | Tình giả                                | Bảo Quốc, NSND Hồng Vân |
| 2004                          | Tình quê                                | Nhóm hài Hữu Phước |
| 2004                          | Tinh tướng                              | Nhóm hài Uyên Thảo, Minh Béo |
| 2004                          | Trúng số                                | Nhóm hài Hoàng Sơn |
| 2004                          | Kẻ cắp gặp bà già                       | Xuân Bắc, Quang Thắng, Vân Dung |
| 2004                          | Vé số                                   | Nhóm hài Anh Vũ |
| 2004                          | Vì sao tôi điên                         | Hoàng Sơn, Nhật Cường |
| 2004                          | Vui như Tết                             | Lê Vũ Cầu, Thanh Thúy |
| 2004                          | Xích lô                                 | Phước Sang, Hoàng Sơn |
| 2004                          | Yêu đời                                 | Lê Vũ Cầu, Thanh Thúy |
| 2004                          | Yêu qua mạng                            | Cát Phượng |
| 2004                          | Yêu trò                                 | Nhóm hài Việt Hương |
| 2004 (Lễ trao giải Gala Cười) | Người ngựa, ngựa người                  | NSƯT Xuân Hinh, Thanh Thanh Hiền |
| 2005                          | Ai lại làm thế                          | Đoàn kịch I Nhà hát Tuổi Trẻ |
| 2005                          | Bác sĩ rởm                              | Duy Hải, Nhật Lệ, Mai Sơn |
| 2005                          | Cảnh giác                               | Nhóm hài Bảo Khương |
| 2005                          | Cha nào con nấy                         | Phú Quý, Thúy Nga, Văn Duy, Kim Huyền, Hương Hà, Nguyệt Minh                                                                                                   |
| 2005                          | Chuyện ba cái bánh                      | Bảo Quốc, Anh Vũ, Mỹ Chi |
| 2005                          | Dập mặt                                 | Mai Dũng, Hạnh Thúy, Hữu Thạnh |
| 2005                          | Dọn nhà                                 | NSƯT Anh Tú, NSƯT Minh Hằng, Duy Anh, An Ninh |
| 2005                          | Điều ước cuối cùng                      | Phương Bình, Văn Ruy, Trọng Hiếu |
| 2005                          | Gậy ông đập lưng ông                    | Nhật Cường, Bảo Khương, Thanh Nguyên, Lê Quốc Nam |
| 2005                          | Khám bệnh                               | Tự Long, Thành Trung, Khánh Linh |
| 2005                          | Kẻ cắp trái tim                         | Thanh Sơn, Bích Trâm, Hà Linh |
| 2005                          | Mùa cưới                                | Nhóm hài Thanh Tùng |
| 2005                          | Sếp mới                                 | NSƯT Phạm Bằng, Thanh Tú, Hiệp Gà, Kim Oanh |
| 2005                          | Ông rồng leo                            | NSƯT Chí Trung, Ngọc Huyền, Sỹ Tiến |
| 2005                          | Ôm xe                                   | Quốc Thuận, Thúy Nga |
| 2005                          | Phép lạ                                 | Bá Anh, Quỳnh Dương, NSƯT Đức Thịnh, Vân Dung |
| 2005                          | Phụ huynh rởm                           | Kiều Linh, Duy Hải, Nhật Lệ |
| 2005                          | Tình ngay lý gian                       | Vượng Râu, Khánh Linh, Tùng Dương, Đức Kiên |
| 2005                          | Quán mì                                 | Thanh Thúy, Huỳnh Đông |
| 2005                          | Sống giả chết giả                       | Hoàng Sơn, Việt Hương, Hữu Nghĩa, Đăng Lưu và Loan Thành. |
| 2005                          | Sống nhờ telephone                      | Thanh Bình, Quỳnh Dương, Hoa Thúy, Xuân Trường, Bá Anh và tập thể nghệ sĩ Đoàn kịch 2 Nhà hát Tuổi trẻ                                                         |
| 2005                          | Thầy bói hết thời                       | Hồng Tơ |
| 2005                          | Thầy cúng âm lịch                       | Vượng Râu, Khánh Linh, Chiến Thắng, Thái Sơn |
| 2005                          | Trốn tiệc                               | NSƯT Văn Hiệp, Trà My, Bình Trọng, Viết Thái |
| 2005                          | Tuyển Ô-sin                             | Các nghệ sĩ đoàn kịch I Nhà hát Tuổi Trẻ |
| 2005                          | Tình yêu ở đâu                          | Thành Trung, Khánh Linh |
| 2005                          | Tỷ phú                                  | NSƯT Ngọc Giàu, Việt Anh, Việt Hương, Hoàng Sơn, Mạnh Tràng, Ngọc Thanh                                                                                        |
| 2007 (Số 1)                   |                                         | Anh Vũ, Huyền Linh |
| 2007 (Số 1)                   | Ngôi sao ca nhạc                        | NSƯT Đức Hải, NSƯT Xuân Bắc, NSND Tự Long |
| 2007 (Số 2)                   | Con ve                                  | Thảo Vân, NSƯT Xuân Bắc, Chiến Thắng |
| 2007 (Số 2)                   | Vi trùng quý hiếm                       | Phạm Bằng, Vân Dung, NSƯT Quang Thắng, NSND Tự Long |
| 2007 (Số 2)                   | Trời cho trò chơi                       | Nhóm hài Hoàng Sơn |
| 2007 (Số 3)                   | Romelo & Julinai                        | Tập thể các nghệ sĩ hài hai miền Nam - Bắc |
| 2010                          | Từ Thức gặp nạn                         | NSƯT Minh Vượng, NSƯT Công Lý, Vân Dung, Tự Long, Quang Thắng                                                                                                  |
| 2010                          | Giải hạn                                | Minh Nhí, Lê Giang, Trấn Thành |
| 2010                          | Mài dao dạy mẹ                          | NSND Hồng Vân, NSƯT Đức Hải, Lan Phương |
| 2011                          | Chữa răng                               | NSƯT Chí Trung, Ngọc Huyền, Thanh Bình |
| 2011                          | Nhục vì ăn                              | NSND Hồng Vân, NSƯT Đức Hải, Xuân Trang, Minh Dũng |
| 2011                          | Ôi quê tôi & bà tôi                     | Tự Long, Xuân Bắc, NSƯT Công Lý, Quang Thắng |
| 2011                          | Ôi hành dân                             | Anh Vũ, NSƯT Đức Thịnh, Thanh Thúy, Minh Dũng, Xuân Vang |
| 2012                          | Mái đình làng biển                      | Xuân Bắc, Quang Thắng, Tự Long |
| 2012                          | Trộm ngày                               | Xuân Bắc, Quang Thắng, Tự Long, Vân Dung |
| 2012                          | Hoa hậu toàn cầu                        | Thúy Nga, Minh Dũng, Thanh Duy |
| 2012                          | Thị Mầu                                 | NSND Hồng Vân, Anh Vũ, Thanh Duy, Minh Dũng |
| 2013                          | Tình bạn                                | Quang Thắng, Vân Dung, Hiếu Hiền, NSƯT Đức Thịnh |
| 2013                          | Cao thủ                                 | Xuân Bắc, Tự Long |
| 2013                          | Bà ngoại thời @                         | Thúy Nga, Hiếu Hiền, Diễm Hương, NSƯT Đức Thịnh |
| 2013                          | Internet về làng                        | Bá Anh, Sỹ Tiến, NSƯT Chí Trung, Tuấn Anh và các nghệ sỹ Nhà hát Tuổi Trẻ                                                                                      |
| 2014                          | Bão trong nhà ông                       | NSƯT Quang Tèo, Vân Dung, Quang Thắng, Thúy Hiền |
| 2014                          | Con sâu                                 | Hoàng Sơn, Kiều Minh Tuấn, Lê Nam, Thế Dũng, Minh Thảo |
| 2014                          | Câm, điếc, mù, dốt xử án                | NSND Hồng Vân, NSƯT Đức Thịnh, Minh Nhí, Anh Vũ, Hoàng Sơn |
| 2014                          | Quê Nhà                                 | Xuân Bắc, Tự Long, Thành Trung, Quang Thắng |
| 2015                          | Trái xanh                               | Bá Anh, Diễm Hương và Duy Nam |
| 2015                          | Tau yêu mi                              | NSND Hồng Vân, NSƯT Đức Thịnh, Xuân Nghị và Minh Dũng |
| 2015                          | Chọn tên cho con                        | Vân Dung, Quang Thắng, Tự Long |
| 2015                          | Người tốt còn sót lại                   | NSND Hồng Vân, Lan Phương, Xuân Nghị, Minh Dũng, Hoàng Nghi |
| 2016                          | Tế gà                                   | NSƯT Công Lý, Vân Dung, NSƯT Quang Thắng |
| 2016                          | Công sinh không bằng công dưỡng         | NSND Hồng Vân, Hoàng Sơn, Lan Phương |
| 2016                          | Kẻ trộm đêm 30                          | NSND Tự Long, NSƯT Xuân Bắc, NSƯT Quốc Khánh |
| 2017                          | Cướp trên giàn mướp                     | Hà Trung (Trung "Ruồi"), Đỗ Duy Nam, Quân Anh |
| 2017                          | Bác thằng Bần gặp thần lưu linh         | Hoàng Sơn, Sơn Hải, Quỳnh Vi, Xuân Nghị, Hoàng Linh |
| 2017                          | Cuộc đấu bất ngờ                        | NSND Tự Long, NSƯT Quang Thắng, NSƯT Xuân Bắc |
| 2017                          | Món nợ khó đòi                          | Hoàng Sơn, Thúy Nga, Xuân Nghị, Hoàng Linh |
| 2017                          | Ông Tơ, Bà Nguyệt                       | Xuân Hinh, Thanh Thanh Hiền, Công Lý, Vân Dung |
| 2018                          | Khổ thân cháu tôi                       | Hà Trung (Trung "Ruồi"), Đỗ Duy Nam, Quân Anh, Mạnh Dũng (Dũng "hớn"), Khánh Linh                                                                              |
| 2018                          | Khám bệnh từ thiện                      | NSND Hồng Vân, Hoàng Long, Xuân Nghị, Xuân Trang, Khôi Nguyên, Tuấn Dũng                                                                                       |
| 2018                          | Tết đâu của riêng ai                    | Hoàng Sơn, Sơn Hải, Vinh Râu, Lê Nam, Khả Như |
| 2018                          | Tứ đại đồng đường                       | NSND Tự Long, NSƯT Quang Thắng, NSƯT Xuân Bắc, NSƯT Công Lý, Vân Dung                                                                                          |
| 2019                          | Chiếc lá cuối cùng                      | Xuân Nghị, Lê Quốc Nam, Tấn Dũng |
| 2019                          | Vì yêu                                  | Trung Ruồi, Phương My, Anh Tú, Trương Mạnh Đạt |
| 2019                          | Phi vụ cuối cùng                        | Hoàng Sơn, Sơn Hải, Hùng Thuận, Lê Lộc, Hoàng Hải |
| 2019                          | Bố thuê                                 | NSND Tự Long, NSƯT Quang Thắng, NSƯT Xuân Bắc, Vân Dung |
| 2020                          | Tơ trời mong manh                       | Duy Anh, Thanh Tú, Việt Hoa, Bùi Minh, Nguyệt Hằng, Mạnh Dũng (Dũng "hớn"), Lý Chí Huy, Hoàng Du Ka, Huy Hoàng và tập thể diễn viên đoàn kịch nhà hát Tuổi Trẻ |
| 2020                          | Mẹ giàu lắm                             | NSND Hồng Vân, Lê Quốc Nam, Trịnh Minh Dũng, Tuấn Dũng, Trịnh Duy Anh                                                                                          |
| 2020                          | Nhầm                                    | Bá Anh, Thu Quỳnh, Tuấn Anh, Ngọc Anh |
| 2020                          | Câu chuyện cuối năm                     | Đỗ Duy Nam, Hà Trung (Trung "Ruồi"), Mạnh Dũng (Dũng "hớn"), Khánh Linh                                                                                        |
| 2021                          | Họp lớp cuối năm                        | Đỗ Duy Nam, Hà Trung (Trung "Ruồi"), Mạnh Dũng (Dũng "hớn"), Thái Dương, Phạm Long, Thân Thương                                                                |
| 2021                          | Tình già                                | Hồng Vân, Hoàng Sơn, Xuân Trang, Hoàng Thy |
| 2021                          | Mua hàng cuối năm                       | Quang Thắng, Vân Dung, Lưu Mạnh Dũng (Dũng "hớn"), Thái Sơn, Quang Thọ, Long Vũ                                                                                |
| 2021                          | Tình huống khó                          | Mạnh Hưng, Xuân Hiển, Thân Thương, Huyền Thạch, Việt Dũng |
| 2021                          | Ký sinh trùng                           | Đỗ Duy Nam, Nguyễn Hà Trung (Trung "ruồi"), Diễm Hương, Thái Sơn, Quang Thọ                                                                                    |
| 2021                          | Tình yêu nhạc Rap                       | Lâm Vỹ Dạ, Xuân Nghị, ICD, Yuno BigBoy |
| 2022                          | Rừng xanh                               | Đỗ Duy Nam, Nguyễn Hà Trung (Trung "ruồi"), Lưu Mạnh Dũng (Dũng "hớn"), Đức Châu, Việt Bắc, Dương Anh Đức, Thái Dương, Quang Thắng, Vân Dung...                |
| 2023                          | Ai là người hạnh phúc                   | Quang Thắng, Vân Dung, Lý Chí Huy, Thái Sơn |
| 2023                          | Nhớ đi rồi cưới                         | Lâm Vỹ Dạ, Hứa Minh Đạt, Xuân Nghị, Lê Trang, Hạnh Thảo |
| 2023                          | Cướp Diễn - Diễn Cướp                   | Đỗ Duy Nam, Nguyễn Hà Trung (Trung "ruồi"), Lưu Mạnh Dũng (Dũng "hớn"), Dương Anh Đức, Thái Dương                                                              |
| 2024                          | Tiểu thư kén rể                         | Quang Thắng, Vân Dung, Thái Sơn, Việt Bắc, Bùi Hồng Nhật Hà |
| 2024                          | Lý Chí Huy, Lương Thu Trang, Bạch Quỳnh | |
| 2024                          | Lòng người                              | Thái Sơn, Đỗ Duy Nam, Nguyễn Hà Trung (Trung "ruồi"), Lưu Mạnh Dũng (Dũng "hớn"), Dương Anh Đức, Thái Dương, Huyền Trang "Mù Tạt"                              |
| 2025                          | Mộng an cư                              | Đới Anh Quân, Bá Anh, Thanh Dương, Lâm Đức Anh, Việt Bắc, Thân Thương                                                                                          |
| 2025                          | Tết này anh sẽ cưới em                  | Lâm Vỹ Dạ, Hứa Minh Đạt, Kim Đào, Tiêu Minh Phụng |
| 2025                          | Lời nói từ trái tim                     | Hồng Vân, Hoàng Sơn, Hồng Đào, Thanh Thủy, Tuấn Dũng, Khôi Nguyên                                                                                              |

## Giải thưởng
Trong ba năm đầu tiên, chương trình có cơ cấu như một cuộc thi với giải thưởng dành cho diễn viên và nhóm hài do khán giả bình chọn, cùng với giải thưởng dành cho các tiểu phẩm do Ban giám khảo bình chọn.

### 2004
| Diễn viên / nhóm hài do Ban giám khảo bình chọn | Diễn viên / nhóm hài do Ban giám khảo bình chọn | Diễn viên / nhóm hài do Ban giám khảo bình chọn |
| Diễn viên / nhóm hài                            | Tiểu phẩm                                       | TK                                              |
| ----------------------------------------------- | ----------------------------------------------- | ----------------------------------------------- |
| Chí Trung                                       | Gậy ông đập lưng ông                            | [ 9 ] [ 10 ]                                    |
| Hoàng Sơn                                       | Trúng số                                        | [ 9 ] [ 10 ]                                    |
| Vân Dung                                        | Tế gà                                           | [ 9 ] [ 10 ]                                    |
| Trung Dân                                       | Lên đời                                         | [ 9 ] [ 10 ]                                    |
| Nhóm hài Cát Phượng (Sân khấu kịch Phú Nhuận)   |                                                 | [ 9 ] [ 10 ]                                    |

| Tiểu phẩm do Ban giám khảo bình chọn | Tiểu phẩm do Ban giám khảo bình chọn | Tiểu phẩm do Ban giám khảo bình chọn |
| Tiểu phẩm                            | Diễn viên                            | TK                                   |
| ------------------------------------ | ------------------------------------ | ------------------------------------ |
| Xích lô                              | Phước Sang, Hoàng Sơn                | [ 9 ] [ 10 ]                         |
| Đóng dấu                             | Phạm Bằng, Công Lý                   | [ 9 ] [ 10 ]                         |
| Gậy ông đập lưng ông                 | Chí Trung, Ngọc Huyền, Đức Hiệp      | [ 9 ] [ 10 ]                         |

| Diễn viên / nhóm hài được yêu thích do độc giả báo VietNamNet bình chọn | Diễn viên / nhóm hài được yêu thích do độc giả báo VietNamNet bình chọn |
| Người đoạt giải                                                         | Ghi chú                                                                 |
| ----------------------------------------------------------------------- | ----------------------------------------------------------------------- |
| Thuý Nga                                                                | Mỗi giải trị giá 5 triệu đồng                                           |
| Anh Vũ                                                                  | Mỗi giải trị giá 5 triệu đồng                                           |
| Nhóm Xuân Bắc - Tự Long                                                 | Mỗi giải trị giá 5 triệu đồng                                           |
| Nhóm Quang Tèo - Giang Còi                                              | Mỗi giải trị giá 5 triệu đồng                                           |
| Nhóm Đức Hiệp - Thu Hương - Thanh Dương.                                | Mỗi giải trị giá 5 triệu đồng                                           |

| Diễn viên / nhóm hài được yêu thích do khán giả bình chọn qua điện thoại | Diễn viên / nhóm hài được yêu thích do khán giả bình chọn qua điện thoại | Diễn viên / nhóm hài được yêu thích do khán giả bình chọn qua điện thoại |
| ------------------------------------------------------------------------ | ------------------------------------------------------------------------ | ------------------------------------------------------------------------ |
| Xuân Bắc                                                                 | Vân Dung                                                                 | Thuý Nga                                                                 |
| Quang Thắng                                                              | Việt Hương                                                               |                                                                          |

Giải hai nghệ sĩ có nhiều đóng góp và cống hiến cho Gala cười 2004: Văn Hiệp và Bảo Quốc.